# 俯瞰景
俯瞰景（ふかんけい）は、俯瞰つまり高い視点から低いところの対象を見おろす景観を指す。
通常、広く大きな景観が得られ開放感や優越感などを感じる。山頂からの景観、高層建築の上部からの景観、多くの展望台の景観などがある。